# ATP Finals 2022
Die ATP Finals 2022 (offiziell Nitto ATP Finals) wurden vom 13. bis 20. November 2022 in der Pala Alpitour in Turin ausgetragen. Neben den vier Grand-Slam-Turnieren war es der wichtigste Wettbewerb im Herrenprofitennis und fand am Ende der Saison statt. Das Turnier war Teil der ATP Tour 2022.
Vorjahressieger waren Alexander Zverev im Einzel sowie Pierre-Hugues Herbert und Nicolas Mahut im Doppel.

## Preisgeld und Punkte
Das Preisgeld betrug 14,75 Millionen US-Dollar. Das Preisgeld wurde kumuliert. Ein Turniersieger ohne Niederlage bekam demnach 1.500 Punkte und 4.740.300 US-Dollar im Einzel bzw. 930.300 US-Dollar im Doppel.
| Runde                      | Einzel                                                        | Doppel 1                                                    | Punkte |
| -------------------------- | ------------------------------------------------------------- | ----------------------------------------------------------- | ------ |
| Turniersieger              | 2.200.400 $                                                   | 350.400 $                                                   | 500    |
| Halbfinalsieger            | 1.070.000 $                                                   | 0170.000 $                                                  | 400    |
| Gruppenphase pro Sieg      | 0383.300 $                                                    | 093.300 $                                                   | 200    |
| Antrittsgeld               | 3 Spiele = 320.000 $ 2 Spiele = 240.000 $ 1 Spiel = 160.000 $ | 3 Spiele = 130.000 $ 2 Spiele = 97.500 $ 1 Spiel = 52.000 $ | —      |
| Ersatzspieler (kein Match) | 0150.000 $                                                    | 050.000 $                                                   | —      |

## Einzel

### Qualifikation
Es qualifizierten sich die acht bestplatzierten Spieler der ATP Tour für diesen Wettbewerb. Dazu kamen noch zwei Reservisten. Wenn ein oder zwei Grand-Slam-Turniersieger der laufenden Saison zwischen Platz 8 und 20 der ATP Tour platziert waren, erhielten diese den achten Start- und den ersten Reserveplatz.
Die Nummer 1 der Setzliste Carlos Alcaraz musste wegen einer Bauchmuskelverletzung auf eine Teilnahme verzichten, wodurch der nächstplatzierte Spieler Taylor Fritz nachrückte.
| ATP-Race im Einzel | ATP-Race im Einzel    | ATP-Race im Einzel | ATP-Race im Einzel  |
| #                  | Spieler               | Punkte             | Qualifikationsdatum |
| ------------------ | --------------------- | ------------------ | ------------------- |
| 1                  | Carlos Alcaraz        | 6820               | 8. September 2022   |
| 2                  | Rafael Nadal          | 5820               | 2. September 2022   |
| 3                  | Stefanos Tsitsipas    | 5350               | 30. September 2022  |
| 4                  | Casper Ruud           | 5020               | 29. September 2022  |
| 5                  | Daniil Medwedew       | 4065               | 29. Oktober 2022    |
| 6                  | Félix Auger-Aliassime | 3995               | 2. November 2022    |
| 7                  | Andrei Rubljow        | 3530               | 2. November 2022    |
| 8                  | Novak Đoković         | 3320               | 9. Oktober 2022     |
| 9                  | Taylor Fritz          | 2955               | 5. November 2022    |
| Ersatzspieler      |                       |                    |                     |
| 10                 | Holger Rune           | 2911               |                     |
| 11                 | Hubert Hurkacz        | 2905               |                     |
| 12                 | Alexander Zverev      | 2700               |                     |
| 13                 | Pablo Carreño Busta   | 2495               |                     |

### Gruppe Grün

#### Ergebnisse
| Spieler               | Spieler               | Ergebnis        |
| --------------------- | --------------------- | --------------- |
| Casper Ruud           | Félix Auger-Aliassime | 7:64, 6:4       |
| Rafael Nadal          | Taylor Fritz          | 6:73, 1:6       |
| Rafael Nadal          | Félix Auger-Aliassime | 3:6, 4:6        |
| Casper Ruud           | Taylor Fritz          | 6:3, 4:6, 7:66  |
| Rafael Nadal          | Casper Ruud           | 7:5, 7:5        |
| Félix Auger-Aliassime | Taylor Fritz          | 6:74, 7:65, 2:6 |

#### Tabelle
| Pos. | Setzliste | Spieler               | Matches | Sätze | Spiele |
| ---- | --------- | --------------------- | ------- | ----- | ------ |
| 1    | 3         | Casper Ruud           | 2:1     | 4:3   | 40:39  |
| 2    | 8         | Taylor Fritz          | 2:1     | 5:3   | 47:39  |
| 3    | 5         | Félix Auger-Aliassime | 1:2     | 3:4   | 37:39  |
| 4    | 1         | Rafael Nadal          | 1:2     | 2:4   | 28:35  |

### Gruppe Rot

#### Ergebnisse
| Spieler            | Spieler         | Ergebnis         |
| ------------------ | --------------- | ---------------- |
| Daniil Medwedew    | Andrei Rubljow  | 7:67, 3:6, 6:77  |
| Stefanos Tsitsipas | Novak Đoković   | 4:6, 6:74        |
| Andrei Rubljow     | Novak Đoković   | 4:6, 1:6         |
| Stefanos Tsitsipas | Daniil Medwedew | 6:3, 6:711, 7:61 |
| Daniil Medwedew    | Novak Đoković   | 3:6, 7:65, 6:72  |
| Stefanos Tsitsipas | Andrei Rubljow  | 6:3, 3:6, 2:6    |

#### Tabelle
| Pos. | Setzliste | Spieler            | Matches | Sätze | Spiele |
| ---- | --------- | ------------------ | ------- | ----- | ------ |
| 1    | 7         | Novak Đoković      | 3:0     | 6:1   | 44:31  |
| 2    | 6         | Andrei Rubljow     | 2:1     | 4:4   | 39:39  |
| 3    | 2         | Stefanos Tsitsipas | 1:2     | 3:5   | 40:44  |
| 4    | 4         | Daniil Medwedew    | 0:3     | 3:6   | 48:57  |

### Halbfinale
| Spieler       | Spieler        | Ergebnis   |
| ------------- | -------------- | ---------- |
| Casper Ruud   | Andrei Rubljow | 6:2, 6:4   |
| Novak Đoković | Taylor Fritz   | 7:65, 7:66 |

### Finale
| Spieler     | Spieler       | Ergebnis |
| ----------- | ------------- | -------- |
| Casper Ruud | Novak Đoković | 5:7, 3:6 |

## Doppel

### Qualifikation
Es qualifizierten sich die acht bestplatzierten Doppelpaarungen der ATP Tour für diesen Wettbewerb. Qualifiziert war allerdings auch ein Team, das ein Grand-Slam-Turnier gewonnen und sich zum Jahresende einen Platz in den Top 20 der Weltrangliste gesichert hatte. Bei zwei Grand-Slam-Gewinnern in den Top 20 qualifizierte sich die bessere Paarung für das Turnier, während die andere das erste Ersatzteam bildete.
| ATP-Race im Doppel | ATP-Race im Doppel                 | ATP-Race im Doppel | ATP-Race im Doppel  | ATP-Race im Doppel |
| #                  | Spieler                            | Punkte             | Qualifikationsdatum | Grand-Slam-Siege   |
| ------------------ | ---------------------------------- | ------------------ | ------------------- | ------------------ |
| 1                  | Wesley Koolhof Neal Skupski        | 7450               | 1. September 2022   |                    |
| 2                  | Rajeev Ram Joe Salisbury           | 5890               | 9. September 2022   | 1                  |
| 3                  | Marcelo Arévalo Jean-Julien Rojer  | 5255               | 30. September 2022  | 1                  |
| 4                  | Nikola Mektić Mate Pavić           | 4165               | 17. Oktober 2022    |                    |
| 5                  | Ivan Dodig Austin Krajicek         | 3700               | 5. November 2022    |                    |
| 6                  | Lloyd Glasspool Harri Heliövaara   | 3600               | 4. November 2022    |                    |
| 7                  | Marcel Granollers Horacio Zeballos | 3560               | 3. November 2022    |                    |
| 8                  | Thanasi Kokkinakis Nick Kyrgios    | 3150               | 31. Oktober 2022    | 1                  |
| Ersatzteams        |                                    |                    |                     |                    |
| 14                 | Matthew Ebden Max Purcell          | 2185               |                     | 1                  |
| 9                  | Tim Pütz Michael Venus             | 3140               |                     |                    |
| 10                 | Kevin Krawietz Andreas Mies        | 2910               |                     |                    |
| 11                 | Simone Bolelli Fabio Fognini       | 2760               |                     |                    |
| 12                 | Juan Sebastián Cabal Robert Farah  | 2595               |                     |                    |
| 13                 | Rafael Matos David Vega Hernández  | 2215               |                     |                    |

### Gruppe Grün

#### Ergebnisse
| Spieler                     | Spieler                         | Ergebnis          |
| --------------------------- | ------------------------------- | ----------------- |
| Wesley Koolhof Neal Skupski | Thanasi Kokkinakis Nick Kyrgios | 6:73, 6:4, [10:5] |
| Nikola Mektić Mate Pavić    | Ivan Dodig Austin Krajicek      | 6:4, 3:6, [10:7]  |
| Wesley Koolhof Neal Skupski | Nikola Mektić Mate Pavić        | 4:6, 6:73         |
| Ivan Dodig Austin Krajicek  | Thanasi Kokkinakis Nick Kyrgios | 6:3, 4:6, [6:10]  |
| Wesley Koolhof Neal Skupski | Ivan Dodig Austin Krajicek      | 7:5, 4:6, [10:6]  |
| Nikola Mektić Mate Pavić    | Thanasi Kokkinakis Nick Kyrgios | 7:64, 7:64        |

#### Tabelle
| Pos. | Setzliste | Spieler                         | Matches | Sätze | Spiele |
| ---- | --------- | ------------------------------- | ------- | ----- | ------ |
| 1    | 4         | Nikola Mektić Mate Pavić        | 3:0     | 6:1   | 37:32  |
| 2    | 1         | Wesley Koolhof Neal Skupski     | 2:1     | 4:4   | 35:35  |
| 3    | 8         | Thanasi Kokkinakis Nick Kyrgios | 1:2     | 3:5   | 33:37  |
| 4    | 5         | Ivan Dodig Austin Krajicek      | 0:3     | 3:6   | 31:32  |

### Gruppe Rot

#### Ergebnisse
| Spieler                           | Spieler                            | Ergebnis          |
| --------------------------------- | ---------------------------------- | ----------------- |
| Marcelo Arévalo Jean-Julien Rojer | Lloyd Glasspool Harri Heliövaara   | 5:7, 6:73         |
| Rajeev Ram Joe Salisbury          | Marcel Granollers Horacio Zeballos | 6:3, 6:78, [10:8] |
| Marcelo Arévalo Jean-Julien Rojer | Marcel Granollers Horacio Zeballos | 6:1, 6:73, [10:7] |
| Rajeev Ram Joe Salisbury          | Lloyd Glasspool Harri Heliövaara   | 7:5, 6:4          |
| Lloyd Glasspool Harri Heliövaara  | Marcel Granollers Horacio Zeballos | 6:0, 6:4          |
| Rajeev Ram Joe Salisbury          | Marcelo Arévalo Jean-Julien Rojer  | 3:6, 7:64, [10:5] |

#### Tabelle
| Pos. | Setzliste | Spieler                            | Matches | Sätze | Spiele |
| ---- | --------- | ---------------------------------- | ------- | ----- | ------ |
| 1    | 2         | Rajeev Ram Joe Salisbury           | 3:0     | 6:2   | 37:31  |
| 2    | 6         | Lloyd Glasspool Harri Heliövaara   | 2:1     | 4:2   | 35:28  |
| 3    | 3         | Marcelo Arévalo Jean-Julien Rojer  | 1:2     | 3:5   | 36:33  |
| 4    | 7         | Marcel Granollers Horacio Zeballos | 0:3     | 2:6   | 22:38  |

### Halbfinale
| Paarung                  | Paarung                          | Ergebnis          |
| ------------------------ | -------------------------------- | ----------------- |
| Nikola Mektić Mate Pavić | Lloyd Glasspool Harri Heliövaara | 6:4, 6:74, [10:6] |
| Rajeev Ram Joe Salisbury | Wesley Koolhof Neal Skupski      | 7:67, 6:4         |

### Finale
| Paarung                  | Paarung                  | Ergebnis  |
| ------------------------ | ------------------------ | --------- |
| Nikola Mektić Mate Pavić | Rajeev Ram Joe Salisbury | 6:74, 4:6 |